# Любимовский (Брянская область)
Люби́мовский — упразднённый в 1970 году посёлок в Севском районе Брянской области России. Включён в черту посёлка Ясное Солнце Троебортновского сельского поселения.

## География
Расположен был к северо-востоку от пос. Ясное Солнце, примерно в 5 км к востоку от села Лемешовка.
Возле посёлка находилась вершина 225,6 м

## История
В 1970 году присоединен к посёлку Ясное Солнце.

## Инфраструктура
Было развито приусадебное хозяйство.

## Транспорт
Просёлочная дорога к пос. Ясное Солнце.